# 震平計畫
兩棲直升機船塢運輸艦，為中華民國海軍執行的十二項造艦計劃（國艦國造）項目之一，計劃代號「震平計畫」，源自於2014年前海軍司令陳永康上將所提出的建軍規劃構想。

## 概述
震平計畫是「鴻運二型」的專案代號，目標打造全通甲板兩棲直升機船塢登陸艦（Amphibious Landing Helicopter Dock Ship），其艦體尺寸220×35×8m，航速約30節，排水量約22000噸，類似塔拉瓦級兩棲突擊艦。本級軍艦預計將造總共2艘，艦上武裝包括奧托梅萊拉76公釐艦炮、方陣近迫武器系統、海劍二型防空飛彈等，偵搜系統則有三維相位對空搜索/追蹤雷達、平面搜索雷達、拖曳反潛聲納等。

## 外部連結
- MDC軍武狂人夢-台灣海軍「三代艦」計畫（2020年代以後）（页面存档备份，存于）